# 염윤아
염윤아(1987년 9월 13일 ~ )은 대한민국의 농구 선수이다. 포지션은 콤보 가드이며, WKBL 청주 KB 스타즈 소속이다.

## 경력
2005년 열린 2006 WKBL 신입선수 선발회에서 2라운드 5순위, 전체 11순위로 구리 금호생명 팰컨스에 지명되었다. 선발회가 끝난 직후 2:2 트레이드를 통해 춘천 우리은행 한새로 이적하였다.